# Sauropus bishnupadae
Sauropus bishnupadae là một loài thực vật có hoa trong họ Diệp hạ châu. Loài này được Chakrab. & M.Gangop. miêu tả khoa học đầu tiên năm 1996.